# Tałowo
Tałowo (niem. Talowo) – osada w Polsce położona w województwie warmińsko-mazurskim, w powiecie bartoszyckim, w gminie Sępopol. Tałowem nazywano w latach 1945-46 stację kolejową Wiatrowiec.

## Historia
Wieś założona w XIV przez Polaków. Od 1359 r. gmina miejska Bartoszyce posiadała w Tałowie lasy o powierzchni około 200 włók (ok. 3400 ha). W czasie wojen napoleoński zubożałe miasto sprzedało znaczną część swoich lasów. Pozostała część lasów została upaństwowiona po 1945 r.
W Tałowie znajdował się folwark, należący do majątku ziemskiego Wiatrowiec. W latach 1823–1945 folwark ten należał do rodziny Kobylińskich.
W 1978 r. w osadzie funkcjonowały trzy indywidualne gospodarstwa rolne, gospodarujące na 3 ha. W 1983 r. Tałowo było osadą o zabudowie rozproszonej, składającej się z 13 domów z 203 mieszkańcami.